# Shumaira Mheuka
Shumaira Zion « Shim » Mheuka, né le 20 octobre 2007 à Birmingham en Angleterre, est un footballeur anglais qui évolue au poste d'attaquant au Chelsea FC.

## Biographie

### Carrière en club
Mheuka commence sa formation à l'âge de neuf ans au sein de l'académie de Brighton & Hove Albion, où il progresse rapidement, disputant des matchs avec les moins de 18 ans dès l'âge de 14 ans. En juillet 2022, il rejoint Chelsea, où il s'illustre avec les équipes de jeunes, notamment avec les U18 en marquant 12 buts en 20 matchs lors de la saison 2023-2024.
Il fait ses débuts professionnels avec l'équipe première de Chelsea le 12 décembre 2024 en entrant en jeu lors d'un match de Ligue Conférence contre le FC Astana. Le 25 février 2025, il fait sa première apparition en Premier League en remplaçant Enzo Fernandez lors d'une victoire contre Southampton. Il joue cinq matchs pour sa première saison dont quatre en Ligue Conférence entrant notamment en jeu lors du quart de finale aller contre le Legia Varsovie et en demi-finale retour contre Djurgarden.

### Carrière en sélection
Mheuka représente l'Angleterre dans les catégories de jeunes, comptant des sélections jusqu'en équipe U19. Il participe au Championnat d'Europe des moins de 17 ans en 2024, où il marque lors du dernier match de groupe contre l'Espagne et est titulaire lors du quart de finale perdu contre l'Italie. En septembre 2024, il fait ses débuts avec les U18 lors d'un match nul contre le Portugal, et en octobre 2024, il est appelé avec les U19, marquant notamment contre la France et les Pays-Bas.
Bien qu'il ait représenté l'Angleterre en jeunes, il est également éligible pour jouer avec l'équipe du Zimbabwe, pays d'origine de ses parents.

## Statistiques

### En club
| Saison                | Club                  | Championnat           | Championnat | Championnat | Championnat | Coupe nationale | Coupe nationale | Coupe nationale | Coupe de la Ligue | Coupe de la Ligue | Coupe de la Ligue | Compétition(s) continentale(s) | Compétition(s) continentale(s) | Compétition(s) continentale(s) | Compétition(s) continentale(s) | Total | Total | Total |
| Saison                | Club                  | Division              | M.          | B.          | P.d.        | M.              | B.              | P.d.            | M.                | B.                | P.d.              | Comp.                          | M.                             | B.                             | P.d.                           | M.    | B.    | P.d.  |
| 2024-2025             | Chelsea FC            | Premier League        | 1           | 0           | 0           | 0               | 0               | 0               | 0                 | 0                 | 0                 | C4                             | 4                              | 0                              | 0                              | 5     | 0     | 0     |
| Total sur la carrière | Total sur la carrière | Total sur la carrière | 1           | 0           | 0           | 0               | 0               | 0               | 0                 | 0                 | 0                 | -                              | 4                              | 0                              | 0                              | 5     | 0     | 0     |